# Drum public național M5
Der Drum public național M5 (bis 2016: M14) ist eine Fernstraße in der Republik Moldau. Sie verbindet die M16 in der Ukraine mit einem Zubringer der H03 in der Ukraine. Die Straße verläuft vom Südosten der Republik Moldau (Transnistrien) in den Nordwesten und verbindet dabei die Orte Tiraspol, Chișinău, Bălți (sowie den Flughafen Bălți-Leadoveni) mit Criva.
Die Brücke über Dnjestr an der Grenze zu Transnistrien wurde Anfang der 1990er Jahre zerstört und erst Anfang der 2000er Jahre rekonstruiert. Aufgrund politischer Umstände blieb die Brücke daraufhin weiterhin eine lange Zeit geschlossen. Im November 2017 einigten sich Vertreter der Regierung der Republik Moldau und Transnistriens auf eine Wiedereröffnung der Brücke.